# Amadou Diaby
Pour les articles homonymes, voir Diaby.
Amadou Diaby un est une Personnalité du monde des affaires, un recruteur des joueurs guinéen devenu dirigeant de football.
Il est élu président de la coordination de l’Association sportive Vita Cluble 19 décembre 2023,.

## Biographie

### Jeunesse et premières expériences
Né à Kinshasa, Amadou Diaby est un Guinéen de nationalité du côté père et congolais par la mère qui se nomme Régine Ntumba. il a fait ses études primaires au Collège Boboto et ses humanités au complexe scolaire Cardinal Malula, à Kinshasa.
C’est à l’âge adulte qu’il quittera son congo natal pour rejoindre son père en Guinée où il excellera dans la sphère footballistique jusqu’à être agent des joueurs et plus tard, Premier Vice-président de la fédération Guinéenne de football.
Diaby a été sympathisant de V.Cub depuis les années 90, connaissant même certains joueurs de son époque qu’il a d’ailleurs cité nommément lors de l’assemblée générale qui l’a porté à la tête de VClub.